# Spárti (Leucade)
Spárti, en grec moderne : Σπάρτη, est une île inhabitée du dème de Méganisi, district régional de Leucade, en Grèce.